# Zemětřesení v západním Íránu 2006
K zemětřesení v západním Íránu 2006 došlo 31. března 2006 se silou 6,1 stupně momentové škály a hloubkou 7 kilometrů.
Bylo poškozeno mnoho památek a tisíce domů. Při zemětřesení zemřelo 66 lidí a okolo 1450 lidí bylo zraněno.